# Prix littéraire de la Fondation culturelle d'Estonie
Le prix littéraire de la Fondation culturelle d'Estonie (estonien : Eesti Kultuurkapitali kirjanduspreemia) est un prix décerné par la Fondation culturelle d'Estonie.
Elle récompense la contribution d'une personne à la vie littéraire en Estonie durant l'année écoulée.

## Lauréats
- 1995 : Karl Muru, Endel Priidel
- 1996 : Aarne Vinkel
- 1997 : Jaan Kaplinski
- 1998 : Jaan Kross
- 1999 : Ilmar Talve
- 2000 : Jaan Kaplinski
- 2001 : Ene Mihkelson
- 2002 : Aleksander Suuman
- 2003 : Toomas Liiv
- 2004 : Krista Aru
- 2005 : Paul-Eerik Rummo
- 2006 : Mati Sirkel
- 2007 : Kristi Viiding, Jana Orion, Janika Päll
- 2008 : Mari Tarand
- 2009 : Hendrik Lindepuu
- 2010 : Mats Traat
- 2011 : Indrek Hargla
- 2012 : Aino Pervik
- 2013 : Andrus Kivirähk
- 2014 : Hasso Krull
- 2015 : Ilmar Trull